# 트레이시 키모
트레이시 치모(Tracee Chimo, 생년 미상 ~ )는 미국의 배우, 댄서이다.

## 출연 작품
- 설리: 허드슨강의 기적